# Hectors delfin
Hectors delfin (Cephalorhynchus hectori) er en hvalart i delfinfamilien, der lever omkring New Zealand. Det er en af verdens mindste hvaler med en længde på kun 1,4 meter og vægt på 50 kg. Det er en truet art, og bestanden ved Nordøen er kritisk truet af udryddelse.

## Udseende
Hectors delfin er den mindste af delfinerne. En udvokset delfin er 120-160 centimeter lang og vejer 40–60 kg. Hunnen er lidt større end hannen. Hectors delfin er mere kompakt end andre delfiner og uden et synligt næb. Det tydeligste kendetegn for Hectors delfin er dens afrundede rygfinne. Dens lighed med et Mickey Mouse-øre har gjort, at delfinen i New Zealand undertiden kaldes "Mickey Mouse Dolphin".
Ud over rygfinnen er haleparti og luffer sorte. Desuden er snudespidsen sort, og fra øjet til luffen findes et mørkt felt. På undersiden er Hectors delfin hvid, og et hvidt fingerformet felt strækker sig op på siden bagud mod halen. Hannen af den almindeligste underart C. h. hectori, der lever omkring Sydøen, har et stort mørkt hjerteformet felt omkring kønsslidsen på den ellers hvide underside. Resten af delfinens krop er blågrå.

## Levevis
Hectors delfin lever i små grupper med 2 – 12 individer. Grupperne af delfiner er ikke rigtige familiegrupper, ligesom hos spækhuggerne. I stedet skifter Hectors delfiner tit gruppe. Kun delfinmoderen og dens kalv holder sig tæt sammen. En Hectors delfin kan blive omkring 20 år. Når hunnen er mellem 7 og 9 år, kan hun blive drægtig. Den kan nå at få omkring 4 – 6 unger i løbet af sit liv.

### Unger
Hectors delfin føder sine unger om foråret og om sommeren. Ungen fødes under vandet og som regel med halen først som hos andre tandhvaler. Moderen kan hjælpe ungen op til overfladen, så den kan trække vejret. Ungen er, når den bliver født, omkring 77 centimeter lang.
I forhold til landpattedyrene er det relativt nemt for delfiner og andre hvaler at føde, for ungen har ingen hofteben, der kan være i vejen og moderen har kun et rudimentært bækken. Fostrets rygfinne og luffer ligger sammenfoldet, for ikke at komme i vejen under fødslen. Når ungen bliver født, har den striber på siderne. De skyldes at ungen ligger sidelæns bøjet inde i moderen med hovedet nær halen. Der dannes på den måde folder i huden, hvilket efter fødslen kan ses som vertikale striber. Striberne kan findes på begge sider af kalven, da fostret i løbet af drægtighedsperioden kan være bøjet til begge sider. Der går seks måneder, før striberne forsvinder.
Ungen lever af moderens mælk i den første tid. Dievorterne sidder i hudfolder på moderes bug. Når ungen skal die, vippes de ud af hudfolden. Ungens tunge, der er frynset af fjerlignende hår, omkranser dievorten og mælken sprøjtes ind i ungens mund.

### Føde
Hectors delfin lever af fisk, f.eks. "sprat" (fisk beslægtet med brisling) og "yelloweyed mullet" (multe), som er små stimefisk. Delfinerne kan også tage krabber, hummere og krill.
Hectors delfin har brug for meget føde i forhold til dens størrelse. Den lever i vand, der kan blive helt ned til 6 grader, så den skal derfor have mindst 4 kg føde i døgnet.[kilde mangler]

## Udbredelse
Hectors delfin findes kun omkring New Zealand. Bestanden blev i 2016 anslået til at være 15.000 individer. Den holder til i lavvandede områder, normalt mindre end 1 kilometer fra kysten. Den ses også ved flodmundinger og vides at foretage korte vandringer op ad floder.
Der findes to underarter, hvor C. h. hectori, den mest almindelige underart, findes omkring Sydøen, og den kritisk truede Mauis delfin (C. h. maui) findes ud for Nordøens nordvestlige kyst.

### Trusler
Hectors delfin bliver fanget i fiskenet og drukner. Mange af de delfiner, man finder døde langs med New Zealands kyst er døde på den måde. Delfinen kan ikke høre ekkoet fra nettet, fordi trådene er så tynde, at de kun sender et meget svagt ekko tilbage, men delfinen kan se og høre fiskene i nettet og vil forsøge at fange dem.
Man prøver, ligesom med marsvinene i Danmark, at finde løsninger på dette problem. F.eks. er det forsøgt at sætte små højttalere på fiskenettene. Når lyden af en spækhugger afspilles under vandet, flygter delfinerne. Man sætter desuden små plader på nettene, som gør det muligt for delfinen at registrere nettet med sin sonar.[kilde mangler]
En hun af Hectors delfin får kun en enkelt kalv hvert andet eller tredje år. Derfor tager det mange år at øge bestanden.
Blandt delfinens naturlige fjender tæller både spækhugger og hajer som brednæset syvgællet haj (Notorynchus cepedianus) og blåhaj (Prionace glauca). Desuden kan de newzealandske sæler af og til også jage Hectors delfin.
Også forurening er en trussel mod Hectors delfin. Et olieudslip eller udslip af andre giftige kemikalier i havet omkring New Zealand ville være en katastrofe. Derfor har New Zealand meget strenge regler for hvor olietankere må sejle, så de ikke risikerer at gå på grund.